# 方言コスプレ
方言コスプレとは、その地方特有の方言を「コスプレ」「おもちゃ」のように使うこと。「ことばの仮装」によって、そのばを和ませたり、話題を転換したりする効果がある。

## 「方言のおもちゃ化」
方言を目新しい、面白い、価値のあるものとして、生まれ育った場所の方言かどうか問わず、表現を変えたり、楽しみながら使う運用態度を言うことば。

## 脚註
1. ↑  田中, ゆかり (2007-11). “「方言コスプレ」にみる「方言おもちゃ化」の時代 (特集 言と文)”. 文学 8 (6):  123–133.